# Pudtol Atta jezik
Pudtol Atta jezik (ISO 639-3: atp), jedan od negritskih jezika koji pripada ibanaškoj podskupini, široj sjevernoluzonskoj skupini filipinskih jezika. Njime govori svega oko 710 (2000) ljudi na otoku Luzon u filipinskoj provinciji Apayao, i na rijeci Abulog južno od Pamplone.
U uppotrebi je i ibanag [ibg] or pamplona atta [att].

## Vanjske poveznice
- Ethnologue (14th)
- Ethnologue (15th)